# Live Unlimited Diffusion
『Live Unlimited Diffusion』は、Aldiousの5thライブDVD。2017年10月11日リリース。

## 概要
本作は、Aldious初の全国47都道府県ワンマンツアー「Aldious Tour 2017」のディファ有明公演（2017年6月17日）の模様を収録しており、「マリーゴールド」と「Reincarnation」には、ヴァイオリニストの金原千恵子（金原ストリングス）がゲストとして参加している。
販売形態は、全国流通の「通常盤」(ALDI-015)と、オフィシャルサイト特設フォーム限定販売の「オフィシャル・サイト限定プレミアム盤」の2形態で発売。「オフィシャル・サイト限定プレミアム盤」は、通常盤ではカットされているMC部分も収録した完全版DVD、20Pライブ写真集、ディスク毎にマスタリングが異なる2枚組ライブアルバムの3点セットとなっている。
対象店舗にて「通常盤」を購入した者には下記各種店舗別特典が先着順で配布される。
各種法人別特典一覧
TOWER RECORDS
・A3サイズ ミニポスター
・ポストカード付き抽選ハガキ
　A賞：Aldious×TSUTAYA「Live Unlimited Diffusion ライヴDVD発売記念イベント」
　B賞：お好きなメンバーからのサイン入りスペシャルプレゼント (計5名様)
TSUTAYA
・Aldiousボールペン
HMV/ローチケHMV
・2Lサイズ Marina ブロマイド
上新電機/Joshin web
・2Lサイズ トキ ブロマイド
WonderGOO/新星堂
・B3サイズ Aldious ポスター

## トラックリスト

### DVD (通常盤)
1. Opening
2. Utopia
3. ジレンマ
4. 梅華
5. die for you
6. ノスタルジック
7. I Don’ t Like Me
8. Instrumental 4
9. Re:fire
10. Go away
11. マリーゴールド
12. Reincarnation
13. Sweet Temptation
14. Without You
15. Luft
16. IN THIS WORLD
17. Dominator
18. Dearly
19. 夜桜
20. Ultimate Melodious